# Música de Irlanda

El escudo de Irlanda incluye un Arpa.

Se conoce como música irlandesa a la música folclórica que ha permanecido vivo en la isla de Irlanda, a lo largo del siglo XX, cuando otras muchas formas tradicionales de música en todo el mundo perdían popularidad por pasarse a la música pop. A pesar de la emigración y una bien desarrollada conexión con las influencias musicales británicas y estadounidenses, la música irlandesa ha mantenido muchos de sus aspectos tradicionales. Además, ha influido en muchas de las formas musicales de hoy en día, tales como las raíces del country en los Estados Unidos, el cual a su vez ha influido enormemente en la creación de la música rock. En ocasiones ha sido modernizada y fusionada con el rock and roll, punk rock y otros géneros musicales. Algunos de estos artistas alcanzaron fama en Irlanda y en el extranjero fusionando canciones (un ejemplo de una canción tradicional que ha sido expuesta por haber sido grabada por artistas pop y rock es She Moved Through the Fair).
Durante la década de 1970 y 1980, la distinción entre músicos tradicionales y músicos de rock se encontraba enturbiada, con muchos individuos que regularmente mezclaban estos estilos por cuestión de tiempos. Esta tendencia puede observarse en la reciente labor de grupos e individuos como: Stiff Little Fingers, Aslan, U2, The Undertones, Horslips, Clannad, The Cranberries, The Corrs, Van Morrison, Thin Lizzy, Hothouse Flowers, Ciarán Farrell, Sinéad O'Connor, Enya, My Bloody Valentine, Rory Gallagher , Republic of Loose, Westlife, Daniel O'Donnell, Damien Rice, Hozier, Ronan Keating, The Wolfe Tones, The Pogues y Niall Horan.
No obstante, la música irlandesa ha demostrado una inmensa inflación de popularidad con muchos intentos de retornar a sus raíces. También hay grupos de música contemporánea que se apegan a un sonido tradicional como: Altan, Danú, Téada, Déanta, Lúnasa, Kíla, Noel Shine and Mary Greene, y Border Collies. Otros incorporan múltiples culturas en una fusión de estilos como: Afro Celt Sound System, Beoga, The Shamrock Wings y Loreena McKennitt.

## Origen de la música tradicional irlandesa.

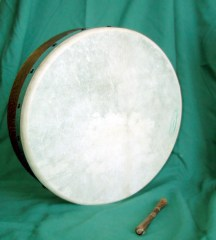
Bodhrán irlandés.

La música tradicional irlandesa se caracteriza por el lento movimiento de cambio que tiene a lo largo de la lista de principios aceptados. Se cree que las canciones y melodías son ancestrales y se respetan (aunque en realidad, muchas tienen menos de 200 años). Sin embargo, es muy difícil o imposible conocer la edad de la mayoría de las melodías debido a su tremenda variación a lo largo de Irlanda y a través de los años; no obstante, es posible hacer alguna generalización, por ejemplo, sólo las canciones modernas están escritas en inglés, con pocas excepciones, el resto están escritas en irlandés. La mayoría de los Temas viejos, melodías, y métodos son de origen rural, aunque hay muchos Temas modernos que, a menudo vienen de ciudades y pueblos. Las melodías adoptan la forma de danzas tradicionales, siendo la más popular el reel. Otras estructuras frecuentes son la giga, el hornpipe, la polka, la slip jig, el slide y el air, que es un tema lírico que se interpreta despacio y libremente.
La música del folclore irlandés y sus letras pasaron oralmente de generación en generación, a menudo en las populares sessions celebradas en pubs y en raras ocasiones fueron escritas hasta recientemente. (dependiendo de la definición de “reciente”, hay muchos ejemplos de música escrita antes de 1800) Los coleccionistas fueron los de mayor importancia en la transcripción de melodías que pertenecían tanto a tradiciones instrumentales como a tradiciones de canciones, entre muchos otros podemos citar a, George Petrie, Edward Bunting, Francis O'Neill, Canon James Goodman. Aunque en la tradición de la música folclórica se prefiere la actuación «solo», las bandas o al menos pequeños conjuntos han sido probablemente parte de la música irlandesa desde al menos la mitad del siglo XIX, aunque este es un punto de mucha contención entre etnomusicologistas.
Por ejemplo, las guitarras y los buzukis sólo entraron en el mundo de la música tradicional irlandesa a finales de 1960. El bodhrán, instrumento que una vez fue conocido en Irlanda como pandereta se menciona por primera vez en 1600, aunque probablemente tan sólo es una adaptación del antiguo tambor de guerra celta. Las bandas de los Céilidhs en 1940 a menudo incluían un conjunto de tambores y bajos así como saxofones. (La banda At The Racket continúa con la tradición de usar un saxofón haciendo música irlandesa). En el 2007, los tres primeros instrumentos se aceptan generalmente en círculos de música irlandesa. (Aunque quizás no en los más puristas), mientras que los tres últimos no son generalmente aceptados. (por ejemplo, el grupo The Pogues fue muy criticado por usar una batería)
Además, tales instrumentos irreprochables como el acordeón y la concertina hicieron su aparición en la música tradicional irlandesa sólo a finales del siglo XIX. Existe poca evidencia de que la flauta haya tenido mucho que ver en el folclore musical irlandés antes de que los músicos artísticos abandonasen los instrumentos simples de madera,  aún preferidos por los comerciantes flauteros para adoptar el «sistema Boehm» de orquesta moderna, y el whistle o silbato de estaño, otro producto producido en masa por la revolución industrial. Un ejemplo para entender dichas variaciones estaría en que la música tradicional irlandesa del 2006 tenía mucho más en común con la del 1906, que la del 1906 con la del 1806.
Más recientemente, la música irlandesa se ha expandido para incluir nuevos estilos, arreglos, y variaciones interpretadas por algunas bandas, aunque hay abundantes argumentos en cuanto a si se puede denominar a este tipo de música como tradicional. Sin embargo, la mayor parte de la comunidad ha aceptado que la música tocada por tales bandas, como por ejemplo Planxty y The Bothy Band y sus muchos descendientes espirituales es profundamente tradicional.
Músicos de estilos no irlandeses, (bluegrass, «oldtime» y folk) han descubierto que la apelación a la música tradicional irlandesa es bastante distinta a las estructuras rítmicas y melódicas que gobiernan otras formas musicales, incluso en los casos de nuevas melodías compartidas entre estos géneros musicales. También, las sesiones irlandesas, el bluegrass y los sonidos antiguos llevan conjuntos completamente distintos de etiqueta y expectaciones, y la mayoría de ellos no se integran bien; esto ha conllevado a muchos malentendidos y confrontaciones.
También existen grupos que hoy día siguen difundiendo este tipo de música, como por ejemplo: Sharon Shannon, Gwendal y Mike Oldfield.